# Synclysmus niger
Synclysmus niger là một loài bướm đêm trong họ Geometridae.